# Lucia Capodanno
Lucia Capodanno (ur. 1 stycznia 1934 – Neapol, zm. 15 listopada 2013) – włoska brydżystka, World Grand Master (WBF), European Master (EBL).

## Wyniki brydżowe

### Olimpiady
Na olimpiadach uzyskał następujące rezultaty:
| Olimpiady brydżowe. Zawody teamów | Olimpiady brydżowe. Zawody teamów | Olimpiady brydżowe. Zawody teamów | Olimpiady brydżowe. Zawody teamów | Olimpiady brydżowe. Zawody teamów | Olimpiady brydżowe. Zawody teamów |
| Rok                               | Miejsce                           | Zawody                            | Kategoria                         | Drużyna                           | Pozycja                           |
| --------------------------------- | --------------------------------- | --------------------------------- | --------------------------------- | --------------------------------- | --------------------------------- |
| 1992                              | Salsomaggiore                     | 9. Olimpiada Teamów               | Kobiety                           | Italy                             | 15                                |
| 1988                              | Wenecja                           | 8. Olimpiada Teamów               | Kobiety                           | Italy                             | 10                                |
| 1984                              | Seattle                           | 7. Olimpiada Teamów               | Kobiety                           | Italy                             | 5                                 |
| 1980                              | Valkenburg                        | 6. Olimpiada Teamów               | Kobiety                           | Italy                             | 2                                 |
| 1976                              | Monte Carlo                       | 5. Olimpiada Teamów               | Kobiety                           | Italy                             | 1                                 |

### Zawody światowe
W światowych zawodach zdobyła następujące lokaty:
| Mistrzostwa Świata. Konkurencja teamów | Mistrzostwa Świata. Konkurencja teamów | Mistrzostwa Świata. Konkurencja teamów  | Mistrzostwa Świata. Konkurencja teamów | Mistrzostwa Świata. Konkurencja teamów | Mistrzostwa Świata. Konkurencja teamów |
| Rok                                    | Miejsce                                | Zawody                                  | Kategoria                              | Drużyna                                | Pozycja                                |
| -------------------------------------- | -------------------------------------- | --------------------------------------- | -------------------------------------- | -------------------------------------- | -------------------------------------- |
| 1998                                   | Lille                                  | 10. Mistrzostwa Świata                  | Kobiety                                | Modica                                 | 17                                     |
| 1996                                   | Rodos                                  | 1. Mistrzostwa Świata Teamów Mikstowych | Miksty                                 | Bonori                                 | 52                                     |
| 1987                                   | Ocho Rios                              | 28. Mistrzostwa Świata Teamów           | Kobiety                                | Italy                                  | 3                                      |
| 1978                                   | Nowy Orlean                            | 5. Mistrzostwa Świata                   | Kobiety                                | Italy                                  | 2                                      |

| Mistrzostwa Świata. Konkurencja par | Mistrzostwa Świata. Konkurencja par | Mistrzostwa Świata. Konkurencja par | Mistrzostwa Świata. Konkurencja par | Mistrzostwa Świata. Konkurencja par | Mistrzostwa Świata. Konkurencja par |
| Rok                                 | Miejsce                             | Zawody                              | Kategoria                           | Partner                             | Pozycja                             |
| ----------------------------------- | ----------------------------------- | ----------------------------------- | ----------------------------------- | ----------------------------------- | ----------------------------------- |
| 1998                                | Lille                               | 10. Mistrzostwa Świata              | Kobiety                             | Marisa D’Andrea Baffi               | 16                                  |
| 1978                                | Nowy Orlean                         | 5. Mistrzostwa Świata               | Kobiety                             | Marisa D’Andrea Baffi               | 11                                  |

### Zawody europejskie
W europejskich zawodach zdobyła następujące lokaty:
| Zawody europejskie. Konkurencja teamów | Zawody europejskie. Konkurencja teamów | Zawody europejskie. Konkurencja teamów | Zawody europejskie. Konkurencja teamów | Zawody europejskie. Konkurencja teamów | Zawody europejskie. Konkurencja teamów |
| Rok                                    | Miejsce                                | Zawody                                 | Kategoria                              | Drużyna                                | Pozycja                                |
| -------------------------------------- | -------------------------------------- | -------------------------------------- | -------------------------------------- | -------------------------------------- | -------------------------------------- |
| 2003                                   | Mentona                                | 1. Otwarte Mistrzostwa Europy          | Miksty                                 | Bonori                                 | 46                                     |
| 2000                                   | Bellaria                               | 6. Mistrzostwa Europy Mikstów          | Miksty                                 | Bonori                                 | 20                                     |
| 1998                                   | Akwizgran                              | 5. Mistrzostwa Europy Mikstów          | Miksty                                 | Bonori                                 | 18                                     |
| 1990                                   | Bordeaux                               | 1. Mistrzostwa Europy Mikstów          | Miksty                                 | D’Andrea                               | 23                                     |
| 1989                                   | Turku                                  | 39. Mistrzostwa Europy Teamów          | Kobiety                                | Italy                                  | 5                                      |
| 1987                                   | Brighton                               | 38. Mistrzostwa Europy Teamów          | Kobiety                                | Italy                                  | 2                                      |
| 1985                                   | Salsomaggiore                          | 37. Mistrzostwa Europy Teamów          | Kobiety                                | Italy                                  | 3                                      |
| 1983                                   | Wiesbaden                              | 36. Mistrzostwa Europy Teamów          | Kobiety                                | Italy                                  | 5                                      |
| 1981                                   | Birmingham                             | 35. Mistrzostwa Europy Teamów          | Kobiety                                | Italy                                  | 3                                      |
| 1979                                   | Lozanna                                | 34. Mistrzostwa Europy Teamów          | Kobiety                                | Italy                                  | 2                                      |
| 1977                                   | Elsinore                               | 33. Mistrzostwa Europy Teamów          | Kobiety                                | Italy                                  | 1                                      |
| 1974                                   | Herclijja                              | 31. Mistrzostwa Europy Teamów          | Kobiety                                | Italy                                  | 1                                      |

| Zawody europejskie. Konkurencja par | Zawody europejskie. Konkurencja par | Zawody europejskie. Konkurencja par | Zawody europejskie. Konkurencja par | Zawody europejskie. Konkurencja par | Zawody europejskie. Konkurencja par |
| Rok                                 | Miejsce                             | Zawody                              | Kategoria                           | Partner                             | Pozycja                             |
| ----------------------------------- | ----------------------------------- | ----------------------------------- | ----------------------------------- | ----------------------------------- | ----------------------------------- |
| 2003                                | Mentona                             | 1. Otwarte Mistrzostwa Europy       | Kobiety                             | Marisa Bonori                       | 60                                  |
| 2001                                | Teneryfa                            | 45. Mistrzostwa Europy Teamów       | Kobiety                             | Marisa Bonori                       | 13                                  |
| 2001                                | Sorrento                            | 11. Mistrzostwa Europy Par          | Seniorzy                            | Marisa D’Andrea Baffi               | 43                                  |
| 2000                                | Bellaria                            | 6. Mistrzostwa Europy Mikstów       | Mikst                               | Carlo Mosca                         | 186                                 |
| 1999                                | Malta                               | 44. Mistrzostwa Europy Teamów       | Kobiety                             | Marisa Bonori                       | 45                                  |
| 1997                                | Montecatini                         | 6. Mistrzostwa Europy Par Kobiet    | Kobiety                             | Marisa Bonori                       | 35                                  |
| 1990                                | Bordeaux                            | 1. Mistrzostwa Europy Mikstów       | Mikst                               | Erio Attanasio                      | 231                                 |
| 1989                                | Turku                               | 39. Mistrzostwa Europy Teamów       | Kobiety                             | Marisa D’Andrea Baffi               | 10                                  |
| 1987                                | Brighton                            | 4. Mistrzostwa Europy Par           | Kobiety                             | Marisa D’Andrea Baffi               | 12                                  |

## Klasyfikacja
- Lucia Capodanno – klasyfikacja WBF (ang.)
- Lucia Capodanno – klasyfikacja EBL (ang.)